# Plinska gangrena
Plinska gangrena (grško gángraina - gnitje), plinski prisad ali klostridijska mionekroza je akutno in hudo nekrotizirajoče vnetje, pri katerem se v podkožju in v mišicah pojavljata plin in vodeni krvavi izcedek. Najpogosteje jo povzroča anaerobna bakterija vrste Clostridium perfringens, ki se nahaja praktično vsepovsod, še posebej v gnojeni zemlji. Zaradi mehanizma nastanka se pogosto pojavlja v vojnah in raznovrstnih nesrečah, kjer nastanejo obsežne in okužene rane. Bolezen se mora prepoznati pravočasno in pričeti zdraviti takoj, saj lahko pride do večorganske odpovedi in smrti poškodovanca.

## Mikrobiološko ozadje
Klostridiji so grampozitivne bakterije, ki tvorijo spore. Naravno okolje klostridijev je nasplošno živalsko in človeško črevesje, zato so vegetativne oblike bakterij in spore prisotne v zemlji, še posebej v tisti, ki je gnojena s hlevskim gnojem, ter v prahu, vodah in na rastlinah.
So obligatni anaerobi, kar pomeni, da lahko rastejo in se razmnožujejo samo v okolju, v katerem ni prisoten kisik. Prisotnost kisika izrazimo z oksido-redukcijskim potencialom (Eh), ki mora biti za rast klostridijev v določenem okolju čim bolj negativen. V tkivu pride do znižanja Eh v primeru slabe prekrvljenosti in prisotnosti tujkov, ki vsebujejo kalcij (Ca2+), kar je največkrat posledica raznovrstnih poškodb. Zato so okužbe s klostridiji povezane z vojnami (npr. strelne rane) in raznovrstnimi nesrečami, kjer nastanejo obsežne in okužene rane.
Plinsko gangreno najpogosteje povzroča C. perfringens tipa A, lahko pa tudi C. septicum, C. novyi tipa A, C. histolyticum, C. sordelii in C. ramnosum. Vse mikrobe lahko zaobjamemo s skupnim imenom klostridiji plinske gangrene. Podobno klinično sliko lahko povzročijo okužbe ran s hemolitičnimi streptokoki, sinergistično delovanje stafilokokov in drugih bakterij ali pa okužbe ran z bakterijo Klebsiella pneumoniae pri sladkornih bolnikih.

## Patogeneza
Za razvoj plinske gangrene je bistvena globoka rana z mrtvinami brez odprte povezave s površino, ki sega v mišičje. Po poškodbi pride do okužbe s klostridiji oz. z njihovimi sporami. K razvoju plinske gangrene prispeva tudi vnos umazanije (npr. pesek), sočasna okužba s piogenimi mikrobi, ki povzročajo gnojna vnetja, ter slabotnost, starost in sladkorna bolezen pri obolelem.
Klostridije se v anaerobnih razmerah začnejo razmnoževati na mestu poškodbe in se širijo v okolico, pri tem pa izločajo različne encime, kot so hialuronidaza, kolagenaza in različne proteaze, in toksine, kot stranski produkt presnove bakterij pa nastaja plin. Za razvoj plinske gangrene je bistven predvsem toksin alfa, ki je lecitinaza oz. fosfolipaza C. Slednja razgrajuje lecitin in sfingomielin ter s tem raztaplja celično membrano (plazmalemo) in uničuje celice; v praktičnem smislu pride do utekočinjenja mišičnega tkiva.
Toksini po nekaj časa preidejo tudi v kri (tj. pride do toksemije oz. zastrupitve krvi), kar povzroči padec krvnega tlaka (hipotenzijo) in šok. Sledijo večorganska odpoved, koma in v končni fazi smrt.

## Klinični simptomi in znaki
V začetku se pojavi huda bolečina v predelu poškodbe, ki hitro narašča, bolnik ima prestrašen izraz. Nato nastane krajevna oteklina (edem) s krvavim izločkom, pojavijo se tudi splošni znaki okužbe, kot je povišana telesna temperatura in povišan srčni utrip (tahikardija). Celotno stanje se potem naglo slabša, koža postane napeta, bleda in modrikasta, oteklina se še poveča, izloček pa ima sladkoben vonj. Pri tipanju lahko pod prsti čutimo prasketanje plina (krepitacije).
Če se stanje ne začne takoj zdraviti, pride do sistemske zastrupitve, nezavesti in smrti poškodovanca.

## Zdravljenje
Bolezen se mora prepoznati pravočasno in pričeti zdraviti takoj. Najpomembnejša je kirurška oskrba poškodovanega dela, pri čemer se rana široko odpre, odstrani vso odmrlo tkivo in umazanija ter spere s 3-odstotnim vodikovim peroksidom (H2O2). Rane se po tem ne zašije popolnoma, pač pa se jo le ohlapno zapre.
Sledi zdravljenje z visokimi odmerki antibiotikov (npr. penicilini, kloramfenikol in metronidazol). Priporočljivo je tudi zdravljenje v hiperbarični komori, kjer bolniki dihajo kisik pod visokim tlakom (2 ali 3 atm), kar uničuje klostridije, krožeče po krvi.
Pred leti je bil v Združenem kraljestvu na voljo polivalentni antiserum za preprečevanje zastrupitve, ki ga je v današnjem času nadomestila intenzivna protimikrobna terapija.